# EUCAP Sahel Niger
EUCAP Sahel Niger är ett EU-projekt i Niger. Syftet med projektet är att stödja Nigers strategi för utveckling och säkerhet, att främja det internationella samarbetet i Sahel-regionen i arbetet mot terrorism och organiserad brottslighet, samt att bidra till utbildningen av polis och militär (gendarmeri) i landet. EUCAP antogs av Ministerrådet i EU i juli 2012, till att börja med för en tvåårsperiod. Detta som en respons på ökad terrorism i Sahel-regionen.
Sedan den 5 juni 2023 har den tyska domaren Katja Dominik varit chef för uppdraget. Hon efterträder den tyska polisen Antje Pittelkau, som 2021 blev den första kvinnan att leda ett civilt EU-uppdrag.